# Royal Statistical Society
La Royal Statistical Society est une société savante pour les statistiques ainsi qu'une association professionnelle pour les statisticiens au Royaume-Uni. Elle édite le Journal of the Royal Statistical Society.

## Événements
- Participation au jeu télévisé University Challenge en 2006 lors de l'édition spéciale The Professionals, ils ont terminé deuxième[1].

## Prix et distinctions
- Médaille Guy, en l'honneur de William Guy

## Publications
- Journal of the Royal Statistical Society
- Significance avec la Société américaine de statistique